# Rollot (fromage)
Pour les articles homonymes, voir Rollot.
Rollot est une appellation d'origine désignant un fromage fabriqué en Picardie, originaire du village de Rollot, au sud-est du département de la Somme, en France.

## Historique
C'est du XVIe siècle que la première mention écrite du fromage de Rollot apparaît dans les baux et fermages à payer en espèces qui se complétaient d’une fourniture régulière en rollots. Les Archives départementales de la Somme conservent un bail daté du 10 mars 1576, le bailleur étant Antoine de Brouilly, dont voici un court extrait :

« ../.. de deux mines et demi au pré de Beauvoir à payer au jour de la Saint Louis de dix livres tournois et d'une douzaine de fromages loyaux ../.. »

Par un bail daté du 3 juillet 1647, Charles de Brouilly, chevalier et marquis de Piennes, louait à Claude Charpentier et sa femme Barbe Paillet la ferme et seigneurie de Beauvoir moyennant : 

« ... seigle bon et loyal et la dite avoine bonne à brasser et étant pour rendue au grenier du dit seigneur bailleur et suivi aussi de deux gros porcs gras bons et loyaux et rendus au dit preneur avec quarante livres avec la somme de dix huit livres tournois et huit douzaines de fromages du dit beaux et loyaux pour les dits prés et pâtis et sur laquelle quantité de quatorze muids de blé... rendu au château du dit seigneur le 3e jour de juillet pour chaque année payable. »

Louis XIV appréciait fort le rollot, comme le rapporte l'anecdote suivante :

« Louis XIV ayant entendu parler de l’excellence de ces fromages, demanda un jour, en passant à Orvillers pour ses belles conquêtes de 1670, 1671, et 1672 à Monsieur de Bourges de Sorel, qui se trouvait dans ce moment sur le chemin ce qu’il en était. Monsieur de Bourges qui avait un air distingué, des façons et de l’esprit plut infiniment au Roi par ses réponses. Il l’entretint par la portière de son carrosse, assez loin, et lui fit un détail si favorable des fromages qui se faisaient dans ce canton, que le Roi lui dit de les lui envoyer lorsqu’il serait dans leur bonté, on sait que c’est ordinairement depuis Noël jusqu’à Carême. Monsieur de Bourges ne manqua pas d’exécuter un ordre si glorieux pour lui et partit le premier de l’année avec douze douzaines de ces fromages et les présenta au Roi qui les reçut avec plaisir et fit grand accueil à M. de Bourges. Ils furent trouvés si fins et d’une si bonne pâte, que le Roi lui fit dire le lendemain qu’il en voulait avoir tous les ans, et en même temps lui fit une pension de 600 livres sur sa cassette». »

Louis XIV institua la charge de « Fromagier royal » qu'il confia à Rhené Jean de Bourges, receveur de la seigneurie d’Orvillers. On trouve trace de plusieurs baux, du XVIIIe siècle qui mentionnent le fromage de Rollot. On fabriquait également ce fromage dans d'autres villages des environs : Ressons-sur-Matz, Boulogne-la-Grasse, Le Frestoy-Vaux, Le Tronquoy, Le Ployron, Conchy-les-Pots, Beuvraignes, Arvillers, Guerbigny...
Une enquête de 1865 mentionnait que : « l’alimentation hebdomadaire du marché de Rollot était de 500 douzaines de fromages en moyenne ».
En 1866, au concours international de fromages de Paris, le rollot du « sieur Harmant-Delattre » reçut une médaille d'argent. En 1880, au concours général des fromages de Paris, le rollot du « sieur Choisy-Duret » reçut une médaille d'argent. Le rollot fut primé une nouvelle fois au concours général agricole à Paris en 1907, derrière le camembert et devant le livarot. 
En 1901 une autre enquête précisait : « Dans l’arrondissement de Montdidier, on fabrique surtout le rollot. La production moyenne atteint environ 300 000 fromages par an fabriqués surtout dans les cantons de Roye et de Montdidier. » Rollot était alors le principal marché aux fromages de la région depuis un temps immémorial... ».
La Première Guerre mondiale paralysa la production et le commerce du rollot. Le bourg fut détruit lors du conflit. Pour la relance du fromage, en 1920, une fromagère, Marie Louvin, lui donna une forme de cœur, peut-être  par sa proximité géographique avec le neufchâtel. Une laiterie-fromagerie fut créée en 1928, à Rollot, en face des anciennes caves à fromages mais la production du fromage déclina inexorablement jusqu'à la quasi extinction.
En 2019, le rollot est produit par trois fermiers et trois industriels mais il n'est plus fabriqué sur la commune de Rollot.
.

## Lieux de production
La production traditionnelle du fromage fermier « rollot » est située à :
- Grébault-Mesnil, dans le Vimeu (ouest du département de la Somme) par trois familles vivant d'élevage[5],
- Marchélepot, dans le Santerre (est de la Somme),
- Grémévillers, dans le Beauvaisis (nord-ouest du département de l'Oise),
- Fruges, dans le Pas-de-Calais,
- Étroeungt, à la ferme des Bahardes, dans le Nord.

Industriellement, il est élaboré de nos jours à Mondrepuis, en Thiérache (nord du département de l'Aisne) et dans la fromagerie du bourg de Guiscard (nord-est de l'Oise).

## Fabrication
Le lait est emprésuré juste après la traite puis le caillé est moulé dans des caserets de forme ronde ou en cœur. Le fromage est régulièrement lavé à l’eau salée, ce qui le rend plus souple et favorise le développement du « ferment du rouge » qui donné à la croûte une couleur orangée. Il est égoutté, salé puis déposé au hâloir avant d’être affiné en cave pendant trois à six semaines.

## Caractéristiques
Le rollot est un fromage au lait de vache, à pâte molle à croûte lavée. Le poids moyen d'un fromage « rollot » est de 300 grammes. Il est de forme ronde de 8 à 9 cm de diamètre pour 3 à 4 cm d'épaisseur, ou en forme de cœur. Le rollot a une odeur assez développée aux arômes frais et acides. En bouche, c'est un fromage souple et fondant, qui offre un goût, légèrement salé et acidulé, avec l'apparition d'arômes fruités et épicés après un affinage prolongé.
La période de consommation idéale s'étale de mai à octobre après un affinage d'un mois, mais aussi de mars à novembre. Il peut acquérir un goût très fort si l'affinage est bien fait (6 semaines).